# 宇野實彩子
宇野 實彩子（日语：／，1986年7月16日—）是日本演藝與時尚的文化人物，現為日本AAA的成員和愛貝克思數位傳播的中層管理職員。官方昵称「宇野ちゃん」或「みーちゃん」。

## 生平

### 出生及早年經歷
日本昭和61年（1986年）7月16日，宇野實彩子出生在東京都一戶中產階級家庭，在東京都杉並區長大。名字“實彩”兩字是母親取自“豐富多彩的果實”，寓意：擁有一個多面开花的人生。宇野實彩子自幼被送入幼兒園到大學一貫制名媛學校白百合學園，接受了天主教的傳統教育。
宇野實彩子是家裡末子，受高中生哥哥和姐姐的影響接觸到歐美流行音樂，每天在鏡前模仿邁克爾·傑克遜的舞蹈表演，並購買日英對照版漫畫，自學起自認為“很酷”的英語。這之後邁克爾的妹妹珍妮·傑克遜的《Again》成為最早喜歡及第一首學唱的歌曲，養成了哭腔式唱法與療傷系音樂的基調。
宇野實彩子的父親從事撰稿工作，為能子承父業，而按作家的方向與標準培養寫作能力，與外人隔絕。母親家教嚴苛，不管犯错大小都會捱打。3歲時，父母在上野森美術館動員了整個宇野家的亲族，為宇野實彩子召開了第一次演唱會，試圖改善自閉的性格，未果。剛上小學時，又因跑、跳等身體機能發育不良，自絕於人。
當時在自學英語的過程中，接觸到古英語的諺語「有志者，事竟成」，並當作座右銘。小學2年，加入了文藝與舞蹈兩個社團，開始在校刊發表讀書隨筆，參與校園演出。同年，還被父母帶去美國馬薩諸塞州，看望了留學聖勞倫斯大學附屬格罗顿勞倫斯學院的姐姐。受森林環繞的學校與附近城市波士頓的影響，立下到國外體驗生活的計劃。
小學5年，姐姐高中畢業歸國。同年暑假，宇野實彩子藉機報名了聯合國在德國進行的四十國青少年文化交流夏令營，被文部省選作3位代表之一。從巴西學生的舞蹈難度水平，認識人種上的劣勢，但各國學生對日本的瞭解與喜愛，亦轉變了當時“媚外”的偏執認知。最後，宇野實彩子與挪威的男生交換了民族服裝。
因活動過程中語言不通，只能通過肢體語言交流，無法完整傳達所想的遺憾，宇野實彩子將英語及文化交流事業當作了最早的職業志願。

### 從藝經歷
宇野實彩子在小學3年時受父親影響喜歡上足球，認為音樂與足球在舞台魅力及鼓舞人心等方面高度一致，確立了爽快感、團隊合作的演藝路線。1998年法國世界盃亞洲區預選賽期間，宇野實彩子隨父親在國立霞丘陸上競技場觀看了日本國家隊全部主場比賽，並立志將來能在同規模的場館舉辦演唱會。
小學5年左右，宇野實彩子因鈴木亞美獲得電視歌唱比賽《ASAYAN》冠軍，並由小室哲哉製作出道的契機，開始夢想成為一名偶像或明星。同年，參與了在東京國際會議中心舉辦的千人級政府官辦甄選，舞技得到了認可，但現場演唱時無法克服心理障礙，最後表現不佳被直接淘汰。
小學6年，宇野實彩子參與了《ASAYAN》舉辦，射亂Q主唱寺田光男旗下的早安少女組。第2屆甄選會。再次失敗後，宇野實彩子認識到業餘與職業的差距，覺得自己並不適合偶像派的路線，開始將演藝活動侷限到社團程度，專注於學業，只繼續通過書面簡歷向各大演藝公司自薦。
初中1年，白百合學園彌撒合唱祭，宇野實彩子擔任了指揮家。初中2年，白百合學園文化祭，作為社團長帶領部員彩演了音樂劇《貓》，並確立紫色為自身此後的演出代表色。初中3年暑假，抱著去发源地看《貓》的初衷，宇野實彩子選擇留學英國的聖保祿中學1個半月，寄宿在一戶葡萄牙裔的單親母子家庭。
留学期间，宇野實彩子每天放學都會到倫敦西區現場觀看《貓》，並受演員們跨越語言障礙的演技觸動，確定以舞台藝術家、男女歌舞共演作為終身的職業發展目標。生活上，接觸到未婚同居的戀愛文化與開放式的教學環境，思想亦得到開化。回國後約1年，在同學“試著留下一份夏日记忆”的慫恿下，書面報名第2屆的愛貝克思甄選會。
不報期望的宇野實彩子通過初審，闖入現場評審的二審、三審及最終審查，但險遭淘汰。當時現場表現並未給評審員大塚賢二留下印象，直到對方回看錄像帶時才發現她在鏡頭前拥有不一樣的氣質，予以合格。實彩子的舞蹈評分排在第1位，取得了綜合評分A2組5位的成績，與宮脇詩音、瀧本美織、YU-A（佐藤鯰美）等15位合格者加入愛貝克思藝術學院學習專業的聲樂、舞蹈及基礎的表演課程。

### 出道與AAA生涯
宇野實彩子是第二屆甄選會年齡最大的合格者。春合宿結束後，A2同組的瀧本美織等其他5位合格者全部升入A1組；2003年8月，組成90後少女團體SweetS出道。實彩子與其他合格者則按照個人模式培養；實彩子受音樂劇《貓》的影響，更希望以男女混合的表演形式展開演藝生涯，這一想法與公司高層原田淳不謀而合。
原田淳企劃了愛貝克思娛樂首次男藝人甄選會，選出西島隆弘、浦田直也、日高光啟、與真司郎及末吉秀太組成男女6人團體，即後來的AAA。2004年，開始為期一年的特訓期；實彩子本意將團體搬入自己領導的舞台社團，但受到校規制約，最終轉而申請成立舞蹈同好會。在同好會一起策劃演出節目，參與過白百合學園祭等活動。
2005年，實彩子在AAA的首支歌曲《Friday Party》領唱，與西島、浦田形成三主唱體制；在出道單曲《BLOOD on FIRE》與後藤友香里、伊藤千晃兩名新成員組成AAA女子組。同時，受原田門派的師姐伴都美子（大無限樂團）邀請，以S.D.Pretty成員名義參與了月九電視劇《SLOW DANCE》的原聲音樂錄製，成為AAA第一位擁有個人曲目的成員。
2006年，實彩子以救場候補的身份通過哥倫比亞影業電影《咒怨2》日本地區選角。製片人一濑隆重評價到：符合可愛（形象）、演技與英語三項標準的，她是唯一一個。拍攝期間，實彩子缺席了一個月內的AAA通告；上映以後，先後在38個國家與地區完成出道。隨著個人活動關注者的增加，實彩子在官方博客寫到：請先支持AAA，然後支持我。
同年，實彩子以“夥伴”為題，企劃了AAA官方後援會“AAA Party”與單曲《颶風莉莉，波士頓瑪麗》，並在夏威夷召開了首次後援會活動。2007年，單曲《Get 啾! /她的真相》開始的全部作品與活動全部出自AAA自身企劃。2008年，實彩子回絕了公司單飛出道與AAA解散的提議，並表示“不管怎樣，我想加強成員關系，取得一些成績”。
宇野實彩子從大學退學，對個人活動也限於客串出演的程度，專心和優先團體活動。2009年到2011年，AAA逐漸由三主唱向四主唱、全員主唱制過渡，伊藤千晃成為實彩子的領唱搭檔。這一期間，伊藤會因各種身體原因缺席活動，有時實彩子需要負擔兩個人的演出量。隨著團體始終遊走於解散邊緣，實彩子開始出現心理壓力，這表現在她的體重和造型變化上。
2010年拍攝《想見你的理由》MV時突發壓力性腸胃炎，在堅持拍攝完成後送入醫院，體重隨之驟降。實彩子的唱法也趨於極端化，在2011年伊藤千晃因傷缺席1個月公演時迅速惡化。最終在2012年單曲《SAILING》表示以後將以本嗓演唱，並更多表現細節感情部分。2012年～2014年，實彩子在不斷摸索、改變唱法中度過，以克服倒嗓造成的影響。
實彩子以女性向的雜誌及綜藝節目受眾為主，這也包括在她的寫真集題材上，鮮少迎合男性向市場。2015年出道十週年之際，為改善自身支持者“陰盛陽衰”導致AAA整體缺乏男性支持者的問題，向伊藤千晃徵求了組建「MisaChia」的建議。2016年3月31日正式註冊活動。2017年因伊藤千晃突然宣佈奉子成婚，MisaChia的所有活動被迫中止。

### 個人歌唱生涯
2017年12月14日，宇野實彩子宣布以「宇野実彩子（AAA）」的名義進行個人歌唱活動，成為AAA最後一位Solo出道的成員。

2018年2月14日，宇野發行第一張個人單曲《どうして戀してこんな》。同年7月18日發行第二張個人單曲《Summer Mermaid》。

2018年7月15日，宣布舉辦個人巡迴演唱『UNO MISAKO LIVE TOUR 2018-2019 "First love"』共15場公演，10月20日，追加3場公演。

## 評價

### 職業素養
- 音樂

SUPER☆GiRLS的勝田梨乃，提到No cry No more時評價她「轉調部分處理驚人」，所以最喜歡AAA的這首歌曲
- 舞蹈

AKB48的B組隊長梅田彩佳評價她和安室奈美惠、澤岻奈奈子是「嚮往的目标」「想要接近的頂峰」的日本舞蹈家。
- 表演

文部科學省評價她是「演技派的女演員」。
- 文化

日本電視台在2014年的達人節目裡評價她是「文學少女」。

### 形象風格
日本人才檔案庫評價她為「帥氣與可愛兼顧」「適應於各行各業的萬能天才」「性格表現飽滿」「存在感拔羣」。
S/mileage的主唱福田花音評價她和桐谷美玲是目標的日本女性，並評價說「二次元世界的目標是LOVEPLUS的高岭愛花，但在現實世界中從始至終是宇野實彩子」「最強氣質」。

## 人物

### 人際關係
在AAA結成以前就認識日高光啟，但兩人沒有什麼實際交際，而是因為宇野的一個同班女同學是日高的朋友，有著一個共同的中間人。因為認識的早，兩人說話沒有什麽顧及，稱呼對方的時候基本都不加敬稱，而是直呼姓氏。
與一同演出劇集「新世紀莎士比亞」的川村雪繪是閨蜜關係。

### 家族
宇野實彩子在散文寫真集《UNO》提到，自己成長在父親熱愛做家務的這樣一個非傳統日式家庭；父親身高185公分，母親則是153公分的小個子；遺傳了母親呆、傻的性格。宇野實彩子表示每次犯錯都會遭到母親嚴厲且可怕的管教。
父親宇野英資（宇野英資、Eisuke Uno）是日本廣告公司dae的副社長和撰稿人，祖籍北海道小樽市，畢業於東京都立明正高等学校和貴族學校成城大学，定居在東京都的杉並區。2014年12月26日，日本電視台播出綜藝節目《驚喜來箱的裏面（ビックラコイタ箱の中身）》，父親宇野英資送來宇野實彩子小時候讀過的兩本童話書《卡羅琳和小夥伴（L'automobile de Caroline）》以及《法蘭西要睡覺（BEDTIME FOR FRANCES）》，並在信中提到自己按照撰稿人標準來嚴格要求宇野實彩子寫作水準的往事。
因為提到過哥哥身高也在180公分以上，且是一個肌肉男，因此被推測從事健美運動，宇野實彩子也在節目裡予以否定，表示哥哥是某公司正常上班的職員。
此外，因為宇野實彩子出身條件較好，並提到過父親是入贅到宇野家，家裡是兩女一男，因此曾被傳為日本前首相宇野宗佑贅婿宇野治的女兒，並在雅虎搜索成為後兩者的匹配關鍵詞。但宇野表示過父親是1950年出生，熱衷環保事業，於是又被推測成三菱化學的宇野研一。
長兄宇野健人，慶應義塾大學法學部畢業，初仕於世界五百強企業的埃森哲，先後為transcosmos等风险投资企业提供过創投服務。2010年10月在m-out创立服务网站「vendors」。2011年9月网站成为实体子公司，商号userus，任社长。2011年10月网站名从vendors更名「发注navi」（hacchu navi）。2015年10月公司全額轉讓于ITmedia，離任。之后以產業创新、战略规划顾问的身份与日本各大企业展开合作。2017年12月于惠比寿创立健身会所sugutore。2018年3月，接受参访时表示将在夏季陆续于涩谷、新宿、池袋、六本木、银座等首都中心地带的终点站附近开设分店。
兄嫂佐藤真美（1985年10月－），川崎市出身，曾在輕津澤定居過4年。2004年考入中央大学英米文学，2009年畢業後從事酒店服務。2014年7月31日被調往東京。2016年9月1日轉職成為女白領，期間與宇野健人相識。2017年4月30日結婚，改姓宇野。6月22日于表参道南青山圣契拉教堂舉行了婚禮。

## 音樂作品
團體作品請參考AAA音樂作品列表

### 單曲
| # | 專輯資料                                           | 曲目 | 發行型式           | 產品規格                             | 初動排名 | 銷量   |
| 1 | 《どうして戀してこんな》 - 發行日期：2018年2月14日 | 1. どうして戀してこんな (戀愛為何如此) 2. めずらしい夜 (特別的夜晚) 3. どうして恋してこんな (Instrumental) 4. めずらしい夜 (Instrumental) | 實彩子盤 CD+DVD CD | AVC1-94022/B AVCD-83984/B AVCD-83985 | 7        | 19585+ |
| 2 | 《Summer Mermaid》 - 發行日期：2018年7月18日       | 1. Summer Mermaid 2. Just a game. 3. Summer Mermaid (Original Karaoke) 4. Just a game. (Original Karaoke)                                 | 實彩子盤 CD+DVD CD | AVCD-94120/B AVCD-94121              | 11       | 9403+  |
| 3 | 《mint》 - 發行日期：2019年5月15日                 | 1. mint 2. 咲いた春と共にあなたへ贈る言葉 3. mint (Instrumental) 4. 咲いた春と共にあなたへ贈る言葉 (Instrumental)                         | 實彩子盤 CD+DVD CD | AVC1-94419/B AVCD-94417/B AVCD-94418 | 13       | 8844+  |

### 專輯
| # | 專輯資料                                    | 曲目 | 發行型式                           | 產品規格                                                                                | 初動排名 | 銷量 |
| 1 | 《Honey Stories》 - 發行日期：2019年7月17日 | 1. dream girl 2. Lock on 3. mint 4. Lullaby feat. Misako Uno (AAA) 5. 咲いた春と共にあなたへ贈る言葉 6. ヨルソラ 7. Black Cherry 8. LOST 9. どうして恋してこんな 10. Summer Mermaid 11. Honey Story 12. マイフレンド 13. #one_love_pop | CD+2DVD CD+2Blu-ray CD+DVD CD only | AVCD-96323/B～C AVCD-96324/B～C AVCD-96325/B～C AVCD-96326/B～C AVCD-96327/B AVCD-96328 | 5        |      |

### 迷你專輯
| # | 專輯資料                                    | 曲目 | 發行型式                  | 產品規格                                                       | 初動排名 | 銷量 |
| 1 | 《Sweet Hug》 - 發行日期：2019年7月17日     | 1. Sweet Hug 2. サヨナラを選んだ私 3. BLACK CHERRY -black honey mix- 4. Stand UP! 5. 最低な君にさっきフラれました 6. きみとぼく 7. LOVE(AAAカバー曲) 8. 香水 –cover– | CD+DVD CD+Blu-ray CD only | AVC1-96622/B AVC1-96623/B AVCD-96619/B AVCD-96620/B AVCD-96621 | 9        |      |
| 2 | 《All AppreciAte》 - 發行日期：2022年4月6日 | 1. Candy 2. Shall we? 3. SKY 4. LOVE SONG 5. Lan-dadi 6. 恋の罠しかけましょ ～FUNK THE PEANUTSのテーマ～ 7. Boon 8. SMILE PEACE 9. Orange 10. All AppreciAte         | CD+DVD CD+Blu-ray         | AVZD-96948/B AVZD-96949/B AVCD-96950/B AVCD-96951/B AVCD-96952 |          |      |

### 影像作品
| # | 發售日期      | 名稱                                    | 備註 |
| 1 | 2020年4月29日 | UNO MISAKO LIVE TOUR 2019 -Honey Story- |      |

### 數位單曲
| 發行日期       | 歌曲名稱                                              | 收錄專輯 | 備註                                              |
| 2018年10月3日  | ララバイ (Lullaby)                                    |          | 翻唱Sigala的歌曲「Lullaby」，日文歌詞由宇野填寫。 |
| 2018年10月8日  | Lock on                                               |          |                                                   |
| 2018年10月15日 | #one_love_pop                                         |          |                                                   |
| 2019年1月7日   | ヨルソラ (夜空)                                       |          |                                                   |
| 2019年2月6日   | 咲いた春と共にあなたへ贈る言葉 (春綻之時贈與你的話語) | mint     |                                                   |
| 2019年11月1日  | サヨナラを選んだ私                                    |          |                                                   |
| 2020年7月17日  | Stand UP！                                            |          |                                                   |
| 2020年11月4日  | 最低な君にさっきフラれました                          |          |                                                   |
| 2020年12月24日 | きみとぼく                                            |          |                                                   |

### 獨唱歌曲
| 歌曲名稱                           | 收錄專輯                           | 發行日期      | 備註       |
| Now Is The Time                    | Slow Dance: Original Sound Track   | 2005年7月27日 |            |
| End of This Way                    | The Grudge 2: Original Sound Track | 2007年7月18日 | 自作詞作曲 |
| 口香糖（チューインガム）(宇野ver.) | Another side of ＃AAABEST          | 2012年3月21日 |            |
| HORIZON (宇野ver.)                 | Ballad Collection                  | 2013年3月13日 |            |

### 與團員合唱歌曲
| 歌曲名稱                                                     | 合作成員                     | 收錄專輯             | 發行日期       |
| 邂逅的力量（出逢いのチカラ）                                 | 西島隆弘                     | ATTACK               | 2006年1月1日   |
| 和服噴射女孩（キモノジェットガール） （页面存档备份，存于）  | 伊藤千晃、後藤友香里         | ALL                  | 2007年1月1日   |
| 邂逅的力量II（出逢いのチカラII）                             | 西島隆弘                     | AROUND               | 2007年9月19日  |
| 邂逅的力量Ⅲ（出逢いのチカラⅢ）                               | 西島隆弘                     | depArture            | 2009年2月11日  |
| Rising Sun                                                   | 西島隆弘、末吉秀太           | HEARTFUL             | 2010年2月17日  |
| As I am                                                      | 西島隆弘、浦田直也(合唱)     | HEARTFUL             | 2010年2月17日  |
| ONE                                                          | 與真司郎、末吉秀太、伊藤千晃 | HEARTFUL             | 2010年2月17日  |
| Digest                                                       | 浦田直也、日高光啓、與真司郎 | Buzz Communication   | 2011年2月16日  |
| Last Love                                                    | 伊藤千晃                     | 777 ～TRIPLE SEVEN～ | 2012年8月22日  |
| TRAP                                                         | 伊藤千晃                     | Eighth Wonder        | 2013年9月18日  |
| drama                                                        | 西島隆弘                     | Eighth Wonder        | 2013年9月18日  |
| Jewel （页面存档备份，存于）                                 | 伊藤千晃                     | WAY OF GLORY         | 2017年2月22日  |
| Cocoa（ココア） （页面存档备份，存于）                       | 伊藤千晃                     | WAY OF GLORY         | 2017年2月22日  |
| Beauty and the Beast (西島、宇野ver.) （页面存档备份，存于） | 西島隆弘                     | Thank you Disney     | 2017年10月25日 |

### 與其他藝人合唱歌曲
| 歌曲名稱                              | 合作歌手                               | 收錄專輯                         | 發行日期       |
| Groovin                               | Mayu                                   | Slow Dance: Original Sound Track | 2005年7月27日  |
| Good Time                             | Mayu、ECO                              | Slow Dance: Original Sound Track | 2005年7月27日  |
| L.W.R                                 | 浦田直也(AAA)、吉田ワタル(Purple Days) | Digitalian is eating breakfast 2 | 2011年5月4日   |
| L.W.R (Remixed by Jan Fairchild)      | 浦田直也(AAA)、吉田ワタル(Purple Days) | Digitalian is remixing           | 2012年5月4日   |
| あなたと明日も （页面存档备份，存于） | SPICY CHOCOLATE、ハジ→                 | 渋谷純愛物語2                    | 2015年10月21日 |
| なろうよ （页面存档备份，存于）       | 兒嶋一哉(UNJASH)                       |                                  | 2016年3月9日   |

## 影視作品

### 電視劇
| 年分 | 電視台                 | 電視劇名稱                             | 角色            | 備註                       |
| 2006 | 熊本電視台、富士電視台 | 他們的海8                              | 本田麻依        | 短篇日劇                   |
| 2008 | NHK                    | 瞳                                     | 遠藤恵子        | 晨間小說連續劇             |
| 2008 | 朝日電視台             | 音女                                   |                 | Avex20週年紀念特別電視短劇 |
| 2008 | 關西電視台             | 新世紀莎士比亞                         |                 |                            |
| 2009 | 朝日電視台             | 變身特派員                             | 米倉圓          | 特別客串第37集             |
| 2010 | 關西電視台、富士電視台 | 率直男人                               | 松嶋奈美        |                            |
| 2012 | NHK                    | 小梅醫生                               | 中島茜 (矢吹茜) | 晨間小說連續劇             |
| 2013 | 東京電視台             | 東京玩具箱                             | 月山星乃        |                            |
| 2014 | 東京電視台             | 大東京玩具箱                           | 月山星乃        |                            |
| 2017 | 富士電視台             | 民眾之敵～在這世上，不是很奇怪嗎！？～ | 服務生          | 特別客串第4集              |
| 2018 | 名古屋電視台           | 名古屋行き最終列車                     | 相樂真紀        | 特別客串第4集              |
| 2019 | 富士電視台             | トレース 科捜研法医研究員の追想        | 柏原依子        | 特別客串第7集              |
| 2019 | 東京電視台             | 癒されたい男                           | 壇ノ浦リサ      |                            |

### 網路劇
| 年分 | 播放平台 | 劇集名稱                 | 角色     | 備註 |
| 2018 | AbemaTV  | 会社は学校じゃねぇんだよ | 水川華子 |      |

### 舞台劇
| 年分 | 劇名                                      |
| 2010 | 源氏物語×大黒摩季songs ～戀上十二單和服～ |
| 2011 | 銀河英雄傳說 第一章 銀河帝國編            |

### 電影
| 年分 | 劇名                  | 角色     |
| 2006 | 鬼謎藏 (The Grudge 2) | 那澤美雪 |
| 2010 | 約會事件簿!           | 谷山未來 |

### 綜藝
團體綜藝請參考AAA綜藝節目列表
| 日期                         | 電視台      | 節目名稱                 | 備註                         |
| 2007年4月3日 - 2008年9月30日 | 東京電視台  | 音時間                   | 與西島隆弘一同擔當主持       |
| 2007年10月24日               | 富士電視台  | 猜謎！六角II             |                              |
| 2007年10月30日               | TBS電視台   | 毫無道理樣子！           |                              |
| 2007年11月14日               | 關西電視台  | gutannubo                |                              |
| 2007年11月21日               | 每日放送    | 世界バリバリ★バリュー    |                              |
| 2009年5月1日                 | 日本電視台  | 未來創造堂               |                              |
| 2009年11月11日               | 朝日電視台  | shirushirumishiru        |                              |
| 2010年1月11、12、13日        | 富士電視台  | 獅子的祝您一切順利       |                              |
| 2010年1月16日                | NHK綜合台   | 來信禮儀！手機最後一幕   |                              |
| 2010年4月27日                | 朝日電視台  | 『ぷっ』すま             |                              |
| 2010年9月5日                 | TBS電視台   | 秋刀魚的SUPER機關TV      |                              |
| 2010年12月18日               | NHK綜合台   | 來信禮儀！手機最後一幕   |                              |
| 2011年3月                    | NHK教育頻道 | リトル・チャロ2          |                              |
| 2014年7月30日                | 朝日電視台  | くりぃむクイズ ミラクル9 | 與日高光啓一同出演           |
| 2016年8月8日                 | 日本電視台  | 有吉ゼミ                 |                              |
| 2016年12月24日               | NHK綜合台   | BANANA ZERO MUSIC        | 與浦田直也、與真司郎一同出演 |
| 2017年2月8日                 | 日本電視台  | 已是午間了!              |                              |
| 2017年2月22日                | 日本電視台  | 已是午間了!              |                              |
| 2017年4月8日                 | NHK綜合台   | BANANA ZERO MUSIC        | 與末吉秀太一同出演           |

## 演唱會
| 年分      | 標題                                        | 規模 | 備註                                     |
| --------- | ------------------------------------------- | --- | ---------------------------------------- |
| 2018-2019 | UNO MISAKO LIVE TOUR 2018-2019 "First love" | 15會場 18公演 10月20日 京都ロームシアターメインホール 10月21日 京都ロームシアターメインホール 10月27日 仙台銀行ホール イズミティ21 大ホール 11月 4日 仙台銀行ホール イズミティ21 大ホール 11月11日 横須賀芸術劇場 11月17日 日本特殊陶業市民会館 フォレストホール 11月18日 静岡市民文化会館大ホール 12月 1日 北陸電力会館 本多の森ホール 12月 2日 神戸国際会館こくさいホール 12月15日 福岡サンパレス ホテル＆ホール 12月16日 フェスティバルホール 1月13日 グランキューブ大阪 1月19日 新潟県民会館 1月30日 中野サンプラザ 2月 1日 広島JMSアステールプラザ 大ホール 2月 3日 日本特殊陶業市民会館 フォレストホール 2月 6日 NHKホール 2月 7日 NHKホール                             | 首次個人演唱會 10月20日，宣布追加3場公演 |
| 2019      | UNO MISAKO LIVE TOUR 2019 "Honey Story"     | 12会場16公演 8月31日 静岡・清水文化会館マリナート 9月 1日 広島・広島文化学園HBGホール 9月 7日 岡山・倉敷市民会館 9月 8日 愛媛・松山市民会館 9月15日 京都・ロームシアター京都 9月16日 大阪・グランキューブ大阪 9月18日 福岡・福岡サンパレス ホテル＆ホール 9月19日 福岡・福岡サンパレス ホテル＆ホール 9月21日 大分・大分県立総合文化センター\|iichikoグランシアタ 10月 5日 石川・北陸電力会館 本多の森ホール 10月10日 愛知・名古屋国際会議場 センチュリーホール 10月11日 愛知・名古屋国際会議場 センチュリーホール 10月19日 兵庫・神戸ワールド記念ホール 10月20日 兵庫・神戸ワールド記念ホール 10月22日 千葉・幕張メッセイベントホール 10月23日 千葉・幕張メッセイベントホール |                                          |
| 2020      | UNO MISAKO Live House Tour 2020 "Sweet Hug" | 12会場12公演 7月4日 大阪・Zepp Namba 7月5日 神奈川・KT Zepp Yokohama 7月15日 愛知・Zepp Nagoya 7月16日 東京・Zepp DiverCity 7月24日 北海道・Zepp Sapporo 7月29日 新潟・NIIGATA LOTS 8月1日 福岡・Zepp Fukuoka 8月2日 広島・BLUELIVE HIROSHIMA 8月8日 香川・高松festhalle 8月10日 大阪・Zepp Osaka Bayside 8月22日 沖縄・ミュージックタウン音市場 9月21日 東京・東京ガーデンシアター |                                          |

## 代言作品
團體代言請參考AAA代言作品列表
| 年分 | 企業               | 品牌                     | 背景音樂                       | 備註                                             |
| 2011 | SEVEN&i 伊藤洋華堂 | Cooler Magic / Dry Magic | No cry No more                 | 伊藤千晃共同出演                                 |
| 2011 | SEVEN&i 伊藤洋華堂 | Body Heater @ Home       | CALL                           | 伊藤千晃共同出演                                 |
| 2012 | SEVEN&i 伊藤洋華堂 | Cool Magic               | 777 ～We can sing a song!～    | 伊藤千晃共同出演                                 |
| 2012 | SEVEN&i 伊藤洋華堂 | WARM STYLE               |                                | 伊藤千晃共同出演                                 |
| 2013 | SEVEN&i 伊藤洋華堂 | COOL STYLE               | Love Is In The Air             | 伊藤千晃共同出演                                 |
| 2013 | SEVEN&i 伊藤洋華堂 | WARM STYLE               | 戀歌與雨天                     | 伊藤千晃共同出演                                 |
| 2014 | SEVEN&i 伊藤洋華堂 | COOL STYLE               | 微風徐徐的夏日記憶             | 西島隆弘、與真司郎、伊藤千晃共同出演             |
| 2014 | SEVEN&i 伊藤洋華堂 | WARM STYLE               | 說再見之前                     | 西島隆弘、與真司郎、伊藤千晃共同出演             |
| 2016 | LAGUNA TEN BOSCH   |                          | パラダイブ                     | [ 21 ]                                           |
| 2016 | LAGUNA TEN BOSCH   |                          | Jewel                          | [ 22 ]                                           |
| 2017 | 肯德基             | Krushers                 |                                | 末吉秀太共同出演                                 |
| 2017 | LAGUNA TEN BOSCH   |                          | Beat Together                  | [ 24 ] [ 25 ]                                    |
| 2017 | LAGUNA TEN BOSCH   |                          | どうして戀してこんな           | [ 26 ]                                           |
| 2018 | ラドルチェ         |                          | Summer Mermaid                 | [ 27 ]                                           |
| 2018 | contribution       | ASPLUSH                  | Just a game.                   | [ 28 ]                                           |
| 2018 | SPORTS DEPO・ALPEN | ADIDAS PLAY BLACK        |                                | 日高光啓共同代言                                 |
| 2018 | 日成アドバンス     |                          | Tomorrow                       | [ 30 ]                                           |
| 2019 | SPORTS DEPO・ALPEN | adidas #GoActive         |                                | 日高光啓共同代言\|                               |
| 2019 | JAL                | JAL浪漫旅行2019          | 咲いた春と共にあなたへ贈る言葉 | 「先得」篇「島時間」篇 「離島の海」篇「手紙」篇  |
| 2019 | contribution       | ASPLUSH                  | mint                           | [ 36 ]                                           |
| 2019 | JAL                | うの旅                   | マイフレンド                   | in Hawaii Nature篇in Hawaii living篇 in 南紀白浜 |
| 2019 | 日成アドバンス     |                          | Honey Story                    | [ 40 ]                                           |
| 2020 | JAL                | うの旅                   | マイフレンド                   | in 帯広                                          |
| 2020 | JAL                | JAL浪漫旅行2020          | サヨナラを選んだ私             | 冬の石垣島篇先得篇 親友篇                        |
| 2021 | プルエストPLUEST   | 保湿剤ジェル洗顔         | Sweet Hug                      | 乾燥篇 くすみ篇 毛穴篇                           |
| 2021 | JAL                | うの旅                   | Sweet Hug                      | in 宮崎                                          |
| 2021 | JAL                | JAL浪漫旅行2021          | きみとぼく                     | 新しい自分に篇                                   |

## 其他作品

### 書籍

#### 隨筆雜誌
- JUNON的UNO是宇野嗎（「JUNON」の『UNO』は、“うの”ですかっ！？ ）（2011年 - 2013年、主婦與生活社）
- JUNON的UNO心情（きになるうーの）（2014年 - 、主婦與生活社）

#### 寫真集
- UNO （2010年2月26日 - 、講談社）
- UNO-BON （2012年6月1日 - 、主婦與生活社）
- You Know-UNONU- （2014年5月16日 - 、主婦與生活社）
- Bloomin' （2016年7月13日 - 、小學館）
- ABOUT TIME（2018年3月1日 - 、小學館）
- All AppreciAte(2022年7月15日- 、講談社）

### 商品

#### 設計合作
- 天主教飾品品牌「Ravina」合作繫列『U☆M Love Charm』（2010年11月-）[50]
  - U・M 25th Anniversary cross charm ネックレス（2011年7月）[51]
  - UM 26th Anniversary shellcross silkbracelet（2012年6月）[52]
- 不二家的牛奶妹（ペコちゃん）合作繫列[53]
  - 「AAA宇野実彩子コラボラグランTシャツ」など（2013年7月）[54]

#### 獨立製作
- 香水品牌「uN゜335」（2014年3月）[55][56]
- 緊腿絲襪繫列「misafia」（2014年10月）[57][58]

## 外部連結
- 宇野實彩子 Official Website（页面存档备份，存于）
- 宇野實彩子的Instagram帳戶（日語）
- 宇野實彩子的X（前Twitter）（日語）
- 宇野實彩子（页面存档备份，存于）在avex的個人專頁（日語）
- 宇野實彩子（页面存档备份，存于）在avex的個人專頁（中文）